# Lejeune (Fahrradhersteller)
Lejeune (auch Sauvage Lejeune oder  Cycles Lejeune) war ein französischer Hersteller von Rennrädern.

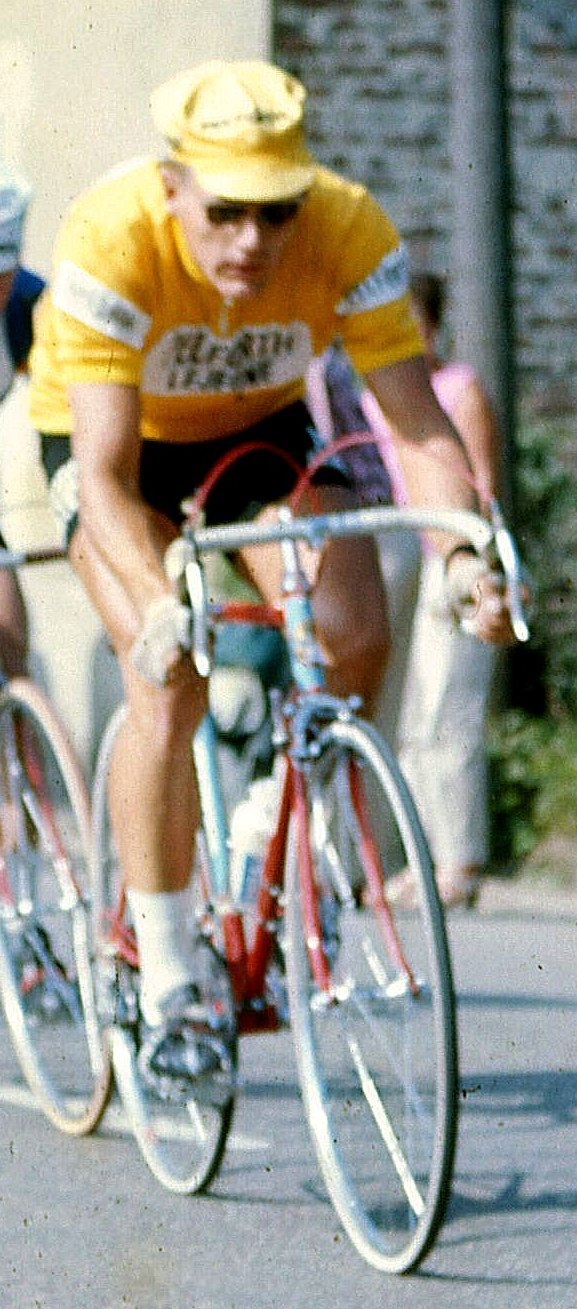
Jan Janssen, Sieger der Tour de France 1968 auf einem Sauvage-Lejeune-Rad und Pelforth-Sauvage-Lejeune-Trikot

## Geschichte
Im Jahr 1947 begannen die Zwillingsbrüder Roger und Marcel Lejeune – ehemalige Amateur-Radrennfahrer – Fahrräder zu fertigen. In den 1950er Jahren kauften sie den kleinen Hersteller J. Beck in der Rue Réaumur in Paris auf, dessen Marke Sauvage hieß. Die Fahrräder wurden nun unter dem Namen Sauvage-Lejeune vermarktet. Das Markenzeichen ihrer Fahrräder stellte die Karikatur eines „Wilden“ dar. Das Logo wurde als beleidigend empfunden und könnte der Grund sein, dass ab den späten 1960er Jahren die Fahrräder wieder unter dem Markennamen Lejeune verkauft wurden. Im Jahr 1974 kaufte Lejeune dem Unternehmen Suze-Pernod leerstehende Fabrikgebäude ab und betrieb die Produktion in der Avenue du Général Leclerc 39 in Maisons-Alfort am südöstlichen Stadtrand von Paris. 1998 wurde der Standort aufgegeben und die Herstellung nach Marokko verlegt; die Gebäude wurden abgerissen, nur Teile der Fassade blieben erhalten. 2010 starb Marcel Lejeune. Viele bekannte Radsportler fuhren Lejeune-Räder u. a. bei der Tour de France, so Jan Janssen, Greg LeMond, Johny Schleck, Henri Heintz oder Claude und Bernard Guyot.

## Sponsoring
Lejeune war Sponsor der Profi-Radsport-Teams:

1961: USD – Sauvage-Lejeune – Pelforth 43

1962–1968: USD – Pelforth-Sauvage-Lejeune (Gewinner der Mannschaftswertung bei der Tour de France 1964) 

1969–1971: Sonolor-Lejeune 

1973: De Kova – Lejeune 

1974: JOBO–Lejeune 

1975: Sporting – Lejeune – Sotto Mayor  

1976–1978: Lejeune–BP 

1979: DAF Trucks-Aida (Lejeune bikes) 

1980: DAF Trucks–Lejeune 

1985: CSM Persan – Bic (Lejeune bikes)